# 2020年のWTAツアー
2020年のWTAツアーは2020年のWTAツアーの日程と決勝結果である。

## 日程
2020年WTAカレンダーより作成
| グランドスラム          |
| オリンピック            |
| WTAファイナルズ         |
| プレミア・マンダトリー  |
| プレミア5               |
| WTAエリート・トロフィー |
| プレミア                |
| インターナショナル      |
| チームイベント          |

| 日時            | 大会名 | 優勝者                                                                                                 | 準優勝者                                                                                           | 試合結果 （スコア）                    |
| --------------- | --- | --- | -------------------------------------------------------------------------------------------------- | -------------------------------------- |
| 1月6日          | ブリスベン国際 ブリスベン $1,000,000 - ハード - 30S/32Q/16D | カロリナ・プリスコバ                                                                                   | マディソン・キーズ                                                                                 | 6–4, 4–6, 7–5                          |
| 1月6日          | ブリスベン国際 ブリスベン $1,000,000 - ハード - 30S/32Q/16D | 謝淑薇 バルボラ・ストリコバ                                                                            | アシュリー・バーティ キキ・ベルテンス                                                              | 3–6, 7–6(7), [10–8]                    |
| 1月6日          | 深圳オープン 深圳 $750,000 - ハード - 32S/16Q/16D | エカテリーナ・アレクサンドロワ                                                                         | エレーナ・リバキナ                                                                                 | 6–2, 6–4                               |
| 1月6日          | 深圳オープン 深圳 $750,000 - ハード - 32S/16Q/16D | バルボラ・クレイチコバ カテリナ・シニアコバ                                                            | 段瑩瑩 鄭賽賽                                                                                      | 6–2, 3–6, [10–4]                       |
| 1月6日          | ASBクラシック オークランド $275,000 - ハード - 32S/32Q/16D | セリーナ・ウィリアムズ                                                                                 | ジェシカ・ペグラ                                                                                   | 6–3, 6–4                               |
| 1月6日          | ASBクラシック オークランド $275,000 - ハード - 32S/32Q/16D | アジア・ムハンマド テイラー・タウンゼント                                                              | セリーナ・ウィリアムズ キャロライン・ウォズニアッキ                                                | 6–4, 6–4                               |
| 1月13日         | アデレード国際 アデレード $848,000 - ハード - 30S/32Q/16D | アシュリー・バーティ                                                                                   | ダヤナ・ヤストレムスカ                                                                             | 6–2, 7–5                               |
| 1月13日         | アデレード国際 アデレード $848,000 - ハード - 30S/32Q/16D | ニコール・メリチャー 徐一幡                                                                            | ガブリエラ・ダブロウスキー ダリヤ・ユラク                                                          | 2–6, 7–5, [10–5]                       |
| 1月13日         | ホバート国際 ホバート $275,000 - ハード - 32S/32Q/16D | エレーナ・リバキナ                                                                                     | 張帥                                                                                               | 7–6(7), 6–3                            |
| 1月13日         | ホバート国際 ホバート $275,000 - ハード - 32S/32Q/16D | ナディア・キチェノク サニア・ミルザ                                                                    | 彭帥 張帥                                                                                          | 6–4, 6–4                               |
| 1月20日 1月27日 | 全豪オープン メルボルン A$32,846,000 - ハード 128S/96Q/64D/32X シングルス – ダブルス – 混合ダブルス | ソフィア・ケニン                                                                                       | ガルビネ・ムグルサ                                                                                 | 4–6, 6–2, 6–2                          |
| 1月20日 1月27日 | 全豪オープン メルボルン A$32,846,000 - ハード 128S/96Q/64D/32X シングルス – ダブルス – 混合ダブルス | ティメア・バボシュ クリスティナ・ムラデノビッチ                                                        | 謝淑薇 バルボラ・ストリコバ                                                                        | 6–2, 6–1                               |
| 1月20日 1月27日 | 全豪オープン メルボルン A$32,846,000 - ハード 128S/96Q/64D/32X シングルス – ダブルス – 混合ダブルス | バルボラ・クレイチコバ ニコラ・メクティッチ                                                            | ベサニー・マテック＝サンズ ジェイミー・マリー                                                      | 5–7, 6–4, [10–1]                       |
| 2月3日          | フェドカップ予選 エバレット - ハード (室内) ハーグ - クレー クルジュ＝ナポカ - ハード (室内) フロリアノーポリス - クレー カルタヘナ - クレー ビール/ビエンヌ - ハード (室内) コルトレイク - ハード (室内) ブラチスラヴァ - クレー | 勝利チーム · アメリカ合衆国 · ベラルーシ · ロシア · ドイツ · スペイン · スイス · ベルギー · スロバキア | 敗退チーム · ラトビア · オランダ · ルーマニア · ブラジル · 日本 · カナダ · カザフスタン · イギリス | 3–2 4–0 3–1                            |
| 2月10日         | サンクトペテルブルク・レディース・トロフィー サンクトペテルブルク $848,000 - ハード (室内) - 28S/32Q/16D | キキ・ベルテンス                                                                                       | エレーナ・リバキナ                                                                                 | 6–1, 6–3                               |
| 2月10日         | サンクトペテルブルク・レディース・トロフィー サンクトペテルブルク $848,000 - ハード (室内) - 28S/32Q/16D | 青山修子 柴原瑛菜                                                                                      | アレクサ・グアラチ ケイトリン・クリスチャン                                                        | 4–6, 6–0, [10–3]                       |
| 2月10日         | トヨタ・タイ・オープン ホアヒン $275,000 - ハード - 32S/24Q/16D | マグダ・リネッテ                                                                                       | レオニー・キューング                                                                               | 6–3, 6–2                               |
| 2月10日         | トヨタ・タイ・オープン ホアヒン $275,000 - ハード - 32S/24Q/16D | アリーナ・ロディオノワ ストーム・サンダース                                                            | バルバラ・ハイス エレン・ペレス                                                                    | 6–3, 6–3                               |
| 2月18日         | ドバイ・デューティ・フリー・テニス選手権 ドバイ $2,908,770 - ハード - 28S/32Q/16D | シモナ・ハレプ                                                                                         | エレーナ・リバキナ                                                                                 | 3–6, 6–3, 7–6(5)                       |
| 2月18日         | ドバイ・デューティ・フリー・テニス選手権 ドバイ $2,908,770 - ハード - 28S/32Q/16D | 謝淑薇 バルボラ・ストリコバ                                                                            | バルボラ・クレイチコバ 鄭賽賽                                                                      | 7–5, 3–6, [10–5]                       |
| 2月24日         | カタール・トータル・オープン ドーハ $3,240,445 - ハード - 28S/32Q/28D | アリーナ・サバレンカ                                                                                   | ペトラ・クビトバ                                                                                   | 6–3, 6–3                               |
| 2月24日         | カタール・トータル・オープン ドーハ $3,240,445 - ハード - 28S/32Q/28D | 謝淑薇 バルボラ・ストリコバ                                                                            | ガブリエラ・ダブロウスキー エレナ・オスタペンコ                                                    | 6–2, 5–7, [10–2]                       |
| 2月24日         | アビエルト・メキシコ・テルセル アカプルコ $275,000 - ハード - 32S/24Q/16D | ヘザー・ワトソン                                                                                       | レイラ・フェルナンデス                                                                             | 6–4, 6–7(8), 6–1                       |
| 2月24日         | アビエルト・メキシコ・テルセル アカプルコ $275,000 - ハード - 32S/24Q/16D | デシラエ・クラウチェク ジュリアーナ・オルモス                                                          | カテリナ・ボンダレンコ シャロン・フィッチマン                                                      | 6–3, 7–6(5)                            |
| 3月2日          | オープン6 リヨン $275,000 - ハード (室内) - 32S/24Q/16D | ソフィア・ケニン                                                                                       | アンナ＝レナ・フリードサム                                                                         | 6–2, 4–6, 6–4                          |
| 3月2日          | オープン6 リヨン $275,000 - ハード (室内) - 32S/24Q/16D | ローラ・イオアナ・パール ユリア・ワハチク                                                              | レズリー・カーコフ ビビアネ・スクーフス                                                            | 7–5, 6–4                               |
| 3月2日          | モンテレイ・オープン モンテレイ $275,000 - ハード - 32S/32Q/16D | エリナ・スビトリナ                                                                                     | マリエ・ブズコバ                                                                                   | 7–5, 4–6, 6–4                          |
| 3月2日          | モンテレイ・オープン モンテレイ $275,000 - ハード - 32S/32Q/16D | カテリナ・ボンダレンコ シャロン・フィッチマン                                                          | 加藤未唯 王雅繁                                                                                    | 4–6, 6–3, [10–7]                       |
| 3月9日 7月27日  | 新型コロナウイルスの影響により開催中止 | 新型コロナウイルスの影響により開催中止                                                                 | 新型コロナウイルスの影響により開催中止                                                             | 新型コロナウイルスの影響により開催中止 |
| 8月3日          | パレルモ国際 パレルモ $275,000 - クレー - 32S/32Q/16D | フィオナ・フェロ                                                                                       | アネット・コンタベイト                                                                             | 6–2, 7–5                               |
| 8月3日          | パレルモ国際 パレルモ $275,000 - クレー - 32S/32Q/16D | アランツァ・ルス タマラ・ジダンセク                                                                    | エリザベッタ・コッチャレット マルティナ・トレビサン                                                | 7–5, 7–5                               |
| 8月10日         | プラハ・オープン プラハ $275,000 - クレー - 32S/32Q/16D | シモナ・ハレプ                                                                                         | エリーズ・メルテンス                                                                               | 6–2, 7–5                               |
| 8月10日         | プラハ・オープン プラハ $275,000 - クレー - 32S/32Q/16D | ルーシー・ハラデツカ クリスティナ・プリスコバ                                                          | モニカ・ニクレスク ラルカ・オラル                                                                  | 6–2, 6–2                               |
| 8月10日         | トップシード・オープン レキシントン $275,000 - ハード - 32S/32Q/16D | ジェニファー・ブレイディ                                                                               | ジル・タイヒマン                                                                                   | 6–3, 6–4                               |
| 8月10日         | トップシード・オープン レキシントン $275,000 - ハード - 32S/32Q/16D | ヘイリー・カーター ルイーザ・ステファニー                                                              | マリエ・ブズコバ ジル・タイヒマン                                                                  | 6–1, 7–5                               |
| 8月17日         | 開催なし | 開催なし                                                                                               | 開催なし                                                                                           | 開催なし                               |
| 8月24日         | ウエスタン・アンド・サザン・オープン ニューヨーク $2,250,829 - ハード - 48S/32Q/28D | ビクトリア・アザレンカ                                                                                 | 大坂なおみ                                                                                         |                                        |
| 8月24日         | ウエスタン・アンド・サザン・オープン ニューヨーク $2,250,829 - ハード - 48S/32Q/28D | クベタ・ペシュケ デミ・シュールス                                                                      | ニコール・メリチャー 徐一幡                                                                        | 6–1, 4–6, [10–4]                       |
| 8月31日 9月7日  | 全米オープン ニューヨーク $21,656,000 - ハード - 128S/32D シングルス – ダブルス | 大坂なおみ                                                                                             | ビクトリア・アザレンカ                                                                             | 1–6, 6–3, 6–3                          |
| 8月31日 9月7日  | 全米オープン ニューヨーク $21,656,000 - ハード - 128S/32D シングルス – ダブルス | ラウラ・シグムント ベラ・ズボナレワ                                                                    | ニコール・メリチャー 徐一幡                                                                        | 6–4, 6–4                               |
| 9月7日          | イスタンブール・カップ イスタンブール $275,000 - クレー - 32S/32Q/16D | パトリシア・マリア・ティグ                                                                             | ウージニー・ブシャール                                                                             | 2–6, 6–1, 7–6(4)                       |
| 9月7日          | イスタンブール・カップ イスタンブール $275,000 - クレー - 32S/32Q/16D | アレクサ・グアラチ デシラエ・クラウチェク                                                              | エレン・ペレス ストーム・サンダース                                                                | 6–1, 6–3                               |
| 9月14日         | BNLイタリア国際 ローマ €1,692,169 - クレー - 56S/32Q/28D | シモナ・ハレプ                                                                                         | カロリナ・プリスコバ                                                                               | 6–0, 2–1, 途中棄権                     |
| 9月14日         | BNLイタリア国際 ローマ €1,692,169 - クレー - 56S/32Q/28D | 謝淑薇 バルボラ・ストリコバ                                                                            | アンナ＝レナ・フリードサム ラルカ・オラル                                                          | 6–2, 6–2                               |
| 9月21日         | ストラスブール国際 ストラスブール $275,000 - クレー - 32S/24Q/16D | エリナ・スビトリナ                                                                                     | エレーナ・リバキナ                                                                                 | 6–4, 1–6, 6–2                          |
| 9月21日         | ストラスブール国際 ストラスブール $275,000 - クレー - 32S/24Q/16D | ニコール・メリチャー デミ・シュールス                                                                  | ヘイリー・カーター ルイーザ・ステファニー                                                          | 6–4, 6–3                               |
| 9月27日 10月5日 | 全仏オープン パリ € - クレー 128S/96Q/64D シングルス – ダブルス | イガ・シュビオンテク                                                                                   | ソフィア・ケニン                                                                                   | 6–4, 6–1                               |
| 9月27日 10月5日 | 全仏オープン パリ € - クレー 128S/96Q/64D シングルス – ダブルス | ティメア・バボシュ クリスティナ・ムラデノビッチ                                                        | アレクサ・グアラチ デシラエ・クラウチェク                                                          | 6–4, 7–5                               |
| 10月19日        | オストラヴァ・オープン オストラヴァ $528,500 - ハード (室内) - 28S/24Q/16D | アリーナ・サバレンカ                                                                                   | ビクトリア・アザレンカ                                                                             | 6–2, 6–2                               |
| 10月19日        | オストラヴァ・オープン オストラヴァ $528,500 - ハード (室内) - 28S/24Q/16D | エリーズ・メルテンス アリーナ・サバレンカ                                                              | ガブリエラ・ダブロウスキー ルイーザ・ステファニー                                                  | 6–1, 6–3                               |
| 11月9日         | オーストリア・レディース・リンツ リンツ $275,000 - ハード (室内) - 32S/32Q/16D | アリーナ・サバレンカ                                                                                   | エリーズ・メルテンス                                                                               | 7–5, 6–2                               |
| 11月9日         | オーストリア・レディース・リンツ リンツ $275,000 - ハード (室内) - 32S/32Q/16D | アランチャ・ルス タミラ・ジダンセク                                                                    | ルーシー・ハラデツカ カテリナ・シニアコバ                                                          | 6–3, 6–4                               |

## 中止・延期になった大会
- BNPパリバ・オープン
- マイアミ・オープン
- ボルボ・カーズ・オープン
- クラロ・コルサニータス・カップ
- フェドカップ決勝（2021年に延期）
- ポルシェ・テニス・グランプリ
- SARラ・プリンセス・ラーラ・メリヤム・グランプリ
- ムチュア・マドリード・オープン
- ノッティンガム・オープン
- リベマ・オープン
- グラスコート選手権
- バーミンガム・クラシック
- イーストボーン国際
- バート・ホムブルク・オープン
- ウィンブルドン
- ブカレスト・オープン
- ローザンヌ・レディース選手権
- バルティック・オープン
- 東京オリンピック（2021年に延期）
- シリコンバレー・クラシック
- シティ・オープン
- ロジャーズ・カップ
- オールバニ・オープン
- ジャパン女子オープンテニス
- 東レ・パンパシフィック・オープン
- 韓国オープン
- 広州国際女子オープン
- 江西省オープン
- 鄭州オープン
- チャイナ・オープン
- 武漢オープン
- 天津オープン
- 香港オープン
- BGLルクセンブルク・オープン
- クレムリン・カップ
- TEB・BNPパリバ・WTAチャンピオンシップ
- WTAエリート・トロフィー

## 2020年最終ランキング
| 順位 | 選手                     | ポイント | 出場数 |
| ---- | ------------------------ | -------- | ------ |
| 1    | アシュリー・バーティ     | 8717     | 17     |
| 2    | シモナ・ハレプ           | 7255     | 17     |
| 3    | 大坂なおみ               | 5780     | 16     |
| 4    | ソフィア・ケニン         | 5760     | 25     |
| 5    | エリナ・スビトリナ       | 5260     | 26     |
| 6    | カロリナ・プリスコバ     | 5205     | 21     |
| 7    | ビアンカ・アンドレースク | 4555     | 10     |
| 8    | ペトラ・クビトバ         | 4516     | 16     |
| 9    | キキ・ベルテンス         | 4505     | 26     |
| 10   | アリーナ・サバレンカ     | 4220     | 27     |

| 順位 | 選手                         | ポイント | 出場数 |
| ---- | ---------------------------- | -------- | ------ |
| 1    | 謝淑薇                       | 9010     | 19     |
| 2    | バルボラ・ストリコバ         | 8945     | 19     |
| 3    | クリスティナ・ムラデノビッチ | 8115     | 13     |
| 4    | ティメア・バボシュ           | 7955     | 14     |
| 5    | アリーナ・サバレンカ         | 7575     | 17     |
| 6    | エリーズ・メルテンス         | 7490     | 16     |
| 7    | バルボラ・クレイチコバ       | 5955     | 16     |
| 8    | カテリナ・シニアコバ         | 5865     | 20     |
| 9    | 徐一幡                       | 5820     | 22     |
| 10   | ガブリエラ・ダブロウスキー   | 5675     | 26     |

## 主な引退選手
- キャロライン・ウォズニアッキ
- エカテリーナ・マカロワ
- マリア・シャラポワ
- ヨハンナ・ラーション
- 藤原里華
- バニア・キング
- アンナ・タチシビリ
- シルビア・ソレール・エスピノサ
- マグダレナ・リバリコバ
- ポーリーン・パルマンティエ
- ユリア・ゲルゲス
- カルラ・スアレス・ナバロ